# Rendille (Ethnie)
Die Rendille sind eine Ethnie im Norden Kenias, südöstlich des Turkanasees in der Kaisut-Wüste, der über 60.000 Menschen angehören. Sie sind mit den Somali verwandt, mit den benachbarten Samburu verbündet und auch von den Borana kulturell beeinflusst.

## Geschichte
Bis um etwa 1500 bildeten die Vorläufer der heutigen Rendille, Gabbra, Garre und Sakuye eine gemeinsame, sprachlich und kulturell verwandte Gruppe, die „Proto-Rendille-Somali“ oder „somaloid“ genannt wird. Ab dem 16. Jahrhundert wurden die Proto-Rendille-Somali im Bereich zwischen den Flüssen Juba und Tana durch die Expansion der Borana-Oromo zum Teil verdrängt, voneinander getrennt oder an die Oromo assimiliert. Dabei sollen sich die Rendille am frühesten von den anderen Proto-Somali-Rendille getrennt haben und in ihrem angestammten Gebiet verblieben sein; die Gabbra blieben ebenfalls zurück und schlossen sich den Borana an, während andere Proto-Somali-Rendille-Gruppen fortzogen, um den Borana auszuweichen. Die Rendille übernahmen gewisse kulturelle Elemente von den Borana, blieben aber politisch von ihnen unabhängig und konnten als südlichste der somaloiden Gruppen ihre Sprache und Kultur relativ intakt beibehalten.
Die Sakuye gingen aus Rendille und anderen Proto-Rendille-Somali hervor, die sich gemeinsam mit den Borana verbündeten. Auswanderer von den Rendille schlossen sich auch den Gabbra und Borana an.
Benachbarte muslimische Volksgruppen wie die Somali sowie Rendille, die zum Islam konvertiert sind, vertreten die Ansicht, dass die Rendille von Somali-Brüdern abstammen, die von den übrigen Somali getrennt wurden, Samburu-Frauen heirateten und von den Samburu genötigt wurden, den Islam aufzugeben.

## Gesellschaft
Die Rendille gliedern sich in verschiedene Untergruppen/Clans. Als eigentliche Rendille gelten die nördlichen oder auch „weißen Rendille“, die traditionell als Nomaden mit Kamelen, Ziegen und Schafen leben. Sie unterteilen sich in neun Clans und daneben den Clan der Odoola, der eine besondere Stellung innehat und wahrscheinlich später zu ihnen hinzustieß.
Die relative Gleichheit der Rendille in ihrer Gesellschaft endet bei den endogamen Kasten der Schmiede und Wahrsager, die als „schlechte Leute“ von der Mehrheit gemieden werden.
Die südlichen Rendille oder Ariaal werden allgemein zu den Rendille gezählt, sprechen aber heute neben der zu den kuschitischen Sprachen gehörenden, mit dem Somali verwandten Rendille-Sprache auch oder besser das Maa, die nilotische Sprache der südlich benachbarten Samburu, von denen sie auch kulturell stark beeinflusst sind. Neben Kamelen und Kleinvieh halten die Ariaal auch Rinder, die bei den Samburu das wichtigste Vieh sind. Sie gliedern sich in fünf Clans mit Samburu-Namen, von denen vier auch bei den Samburu vorkommen; der Name des fünften, Ilturia, bedeutet auf Samburu „Mischung“. Das Tragen von üppigem Schmuck aus bunten Perlen und das Bemalen des Körpers mit rotem Ocker zur Verzierung sind bei allen Rendille verbreitet.
Aufgrund von Dürre und Viehdiebstählen hat ein Großteil der Rendille mittlerweile den Nomadismus aufgegeben, ist heute sesshaft und zum Teil von Nahrungsmittelhilfe abhängig geworden.